# 괴동선
괴동선(槐東線)은 경상북도 경주시 강동면 유금리의 부조역에서 경상북도 포항시 남구 괴동동의 괴동역을 연결하는 한국철도공사의 화물철도 노선이다. 동해선의 지선이자, 포스코(구 포항제철)의 공장 인입선 기능을 수행하는 노선이다. 노선의 특성상 종종 제철선 또는 포항제철선 등으로 불리기도 한다.

## 역사
괴동선은 포항제철소의 화물 인입선 격으로 1968년 4월에 건설되었다. 1975년에 니이가타 동차 기부채납을 통해 포스코 통근열차가 운행하기 시작하였으나, 2005년 7월 1일에 운행이 중지되었다.

### 연혁
- 1968년 4월 25일: 괴동선 효자 ~ 괴동간 구간 착공.
- 1969년 10월 7일: 효자 ~ 괴동간 6.5km 구간 완공.
- 1970년 10월 30일: 괴동역, 포항종합제철전용선 부설.
- 1971년 4월 11일: 원래 1월 개통예정[1]이었으나, 개통이 연기되고[2] 이 날 정식 개통됨.[3]
- 1975년 7월 1일: 포항제철 통근용 니이가타 디젤 동차 기부채납, 직원 전용 통근열차 운행 개시.
- 1983년 10월 3일: 괴동역 역사 신축.
- 1990년 12월 31일: 괴동역 기관차 전차대 설치.
- 1996년: 통근형 디젤 동차 기부채납, 운행 차량 교체.
- 2005년 7월 1일: 직원 전용 통근열차 운행 중지[4]
- 2019년 4월 17일: 철도 노선번호 변경에 따라 31106으로 변경[5]
- 2021년 12월 28일: 괴동선 기점이 효자역에서 부조역으로 5.3km 연장[6]

## 역 목록
| 역명   | 로마자 역명 | 한자 역명 | 역간 거리(km) | 영업 거리(km) | 접속 노선 | 소재지   | 소재지 |
| ------ | ----------- | --------- | ------------- | ------------- | --------- | -------- | ------ |
| 부조   | Bujo        | 扶助      | 0.0           | 0.0           | 동해선    | 경상북도 | 경주시 |
| 효자   | Hyoja       | 孝子      | 5.3           | 5.3           |           | 경상북도 | 포항시 |
| 괴동   | Goedong     | 槐東      | 5.6           | 10.9          |           | 경상북도 | 포항시 |
| (제철) | (Jecheol)   | (製鐵)    | 1.2           | 12.1          |           | 경상북도 | 포항시 |

## 현황
현재 화물전용 노선이며, 여객영업은 이루어지지 않고 있다. 2008년에 화물수송량은 263만 2172톤으로, 무연탄 103만 1,847톤, 잡화 159만 901톤 등을 처리하였다.
이 노선에서의 여객 영업은 과거 구 포항제철이 구 철도청에 기부채납한 디젤 동차에 의해서 공장 통근자 전용 열차가 유일하였다. 2005년 6월 한국철도공사와 포스코간에 운임협상이 결렬되면서, 동년 7월 1일부로 운행이 중단되었다.
최근 괴동선을 이설 및 폐지하고 해당 철도 부지를 공원으로 바꾸자는 지방선거 공약이 나왔지만, 아직까지는 실행 미지수이다.

### 괴동선의 교통량
2022년도 철도통계연보에 따르면, 괴동선을 경유하는 정기열차의 열차운행 빈도는 다음과 같다.(단위: 회/일, 작성기준: 편도, 주중)
| 선구        | 선로용량 | 일반여객 | 전동차 | 화물열차 | 운행총계 |
| ----------- | -------- | -------- | ------ | -------- | -------- |
| 부조 ~ 괴동 | 52       | -        | -      | 5        | 5        |

## 차량
과거 이 구간을 운행한 차량은 다음과 같다.
- CDC - 90년대 니이가타 동차를 대체하여 투입. 기부채납 형식으로 도입.
- 니이가타 동차 - 1975년에 기부채납 형식으로 도입.